# Szölnöki-patak
A Szölnöki-patak (ismert még: Szölnök-patak és forrásának magyar településneve alapján: Türke-patak, szlovénül: Seniški potok, németül: Ober Zemming Bach, régi térképeken: Zemminger Bach) Szlovéniában, Türke (Trdkova) faluban eredő, Magyarországon a Vas vármegyei Alsószölnök területén a Rábába ömlő patak.

## Lefolyása
A patak forrása a ma Szlovéniához tartozó Türke (Trdkova) község területén található, Magyarországot Felsőszölnöknél éri el, ahol számos ér táplálja vizét. A település központjában ér össze jobb oldali mellékvizével, a Török-patakkal. Továbbfolyva Alsószölnök település területén, az Ausztria és Magyarország közötti határvonalat képző szakaszán éri el a Rába folyót. Mindvégig a települések főútvonalával párhuzamosan, attól nyugatra folyik. A patak kiterjedése 6,9 hektár, átlagos vízmélysége 0,4-1,2 méter.

## Élővilága
Hűs vizű, gyors lefolyású patak volt, mely az áramláskedvelő halaknak kedvezett. Korábban sebes pisztráng és folyami rák is élt a patakban. A szennyvíz, a szilárd hulladékok elhelyezése, a növényvédőszer és műtrágya bemosódása, illetve a száraz időszakok nyomán fellépő vízhiány a fajok eltűnéséhez vezetett. Partjain megtalálható az európai struccpáfrány, gyakori vendég a haris és élőhelyet nyújt a dunai ingolának.

## Elnevezése
Nevét azokról a -szölnök végződésű településekről kapta, melyek mellett elhalad. Türke-patakként forrása helyszínének magyar településneve alapján hívják.